# 黃門 (萬曆進士)
黃門（1545年—？），字道登，號濤山，别號澹吾，直隸蘇州府常熟縣人，民籍，明朝政治人物。

## 生平
隆慶元年（1567年）丁卯科應天府鄉試第六十九名，萬曆二年（1574年）甲戌科會試第十五名，登三甲第一百名進士。授知邵武縣，秩滿，四年（1576年）調繁知閩縣。行取赴京，以疾改授南京工部主事，累陞南京刑部員外，出知南雄府。

## 家族
曾祖黃縉，曾任壽官；祖父黃南栢，曾任恩例冠帶；父黃中。母錢氏。具庆下。